# 第二霍門科韋
49°39′1″N 38°49′0″E / 49.65028°N 38.81667°E
第二霍門科韋（烏克蘭語：Хоменкове Друге）是位於烏克蘭東部的村莊，由盧甘斯克州斯瓦托韋區的比洛庫拉基內市鎮負責管轄。該村始建於1947年，面積0.5平方公里，海拔高度156米，2001年人口15。